# Christoph Schneider (Geograph)
Christoph Schneider (* 27. Februar 1965 in Blaustein-Herrlingen) ist ein deutscher Geograph im Fach Klimageographie. Er ist seit 2015 Professor und seit 2021 Vizepräsident für Forschung an der Humboldt-Universität zu Berlin. Im Juni 2025 wurde er zum Rektor der Universität Hohenheim gewählt.

## Leben und Wirken
Schneider kommt aus einer Bergsteigerfamilie. Nach dem Abitur in Ulm und Zivildienst im Allgäu studierte er Geographie und Physik an der Universität Freiburg (1986–1993) und war er von 1994 bis 1998 wissenschaftlicher Angestellter am Institut für Physische Geographie (IPG). Im Anschluss an seine Promotion 1998 in Geographie an der Geowissenschaftlichen Fakultät der Universität Freiburg zum Dr. rer. nat. war er von 1999 bis 2004 wissenschaftlicher Assistent am Institut für Physische Geographie (IPG) der Universität Freiburg. Er habilitierte sich 2004 im Fach Geographie an der Fakultät für Forst- und Umweltwissenschaften in Freiburg und arbeitete anschließend bis 2015 als Professor für Physische Geographie und Klimatologie am Geographischen Institut der RWTH Aachen. Seit 2015 ist er Professor für Klimageographie am Geographischen Institut der Humboldt-Universität zu Berlin. Von August 2021 bis Juli 2026 ist er beurlaubt, um die Funktion des Vizepräsidenten für Forschung der Humboldt-Universität wahrzunehmen.
Schneider arbeitet seit 1994 in der Klimaforschung. Ein Schwerpunkt ist, wie sich Klima und Klimawandel auf kleinere Gebirgsgletscher auswirken. Er führte Forschungsprojekte in den Polarregionen und Hochgebirgen durch, darunter auf Svalbard (Spitzbergen), in Patagonien, Tibet, Tian Shan und in den Mittelgebirgen in Deutschland.
Schneider ist Gründungsmitglied der Scientists for Future.
Am 27. Juni 2025 wurde Christoph Schneider als Nachfolger von Stephan Dabbert zum neuen Rektor der Universität Hohenheim für 8 Jahre gewählt.
Schneider ist verheiratet, hat zwei erwachsene Töchter und drei Enkelkinder.

## Schriften (Auswahl)
- Zur raumzeitlichen Differenzierung der Energiebilanz und des Zustandes der Schneedecke auf zwei Gletschern der Marguerite Bay, Antarktische Halbinsel. Aspekte des Klimas und des Klimawandels am Rande der Antarktis. Freiburg 1998, OCLC 215419926.
- mit Johannes Schönbein: Klimatologische Analyse der Schneesicherheit und Beschneibarkeit von Wintersportgebieten in deutschen Mittelgebirgen. Köln 2006, OCLC 165892238.